# شرک در هالووین
شرک در جشن هالووین (انگلیسی: Scared Shrekless) یک ویژه برنامه تلویزیونی ۲۶ دقیقه ای به سبک کمدی ترسناک است که کمی بعد از وقایع شرک برای همیشه اتفاق می افتد. این برنامه در پنجشنبه ۲۸ اکتبر ۲۰۱۰ در شبکه تلویزیونی ان‌بی‌سی  شرک در کریسمس براساس کتاب شرک! اثر ویلیام استیگ است.
این اولین باری است که ادی مورفی نقش خود را به عنوان خر بازی نمی‌کند و دولوک هم از زمان پخش شرک اصلی دیده می شود. این محصول با عنوان شرک یا درمان تولید شده است. 